# Jonien

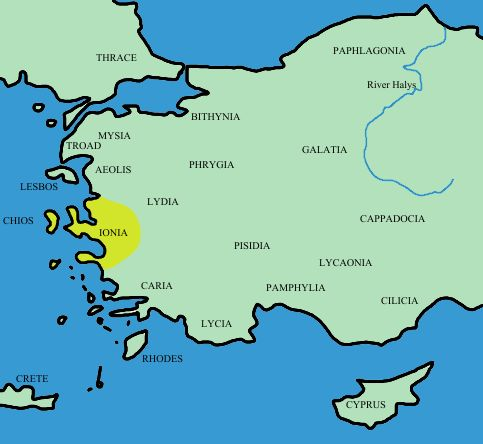
Lägeskarta

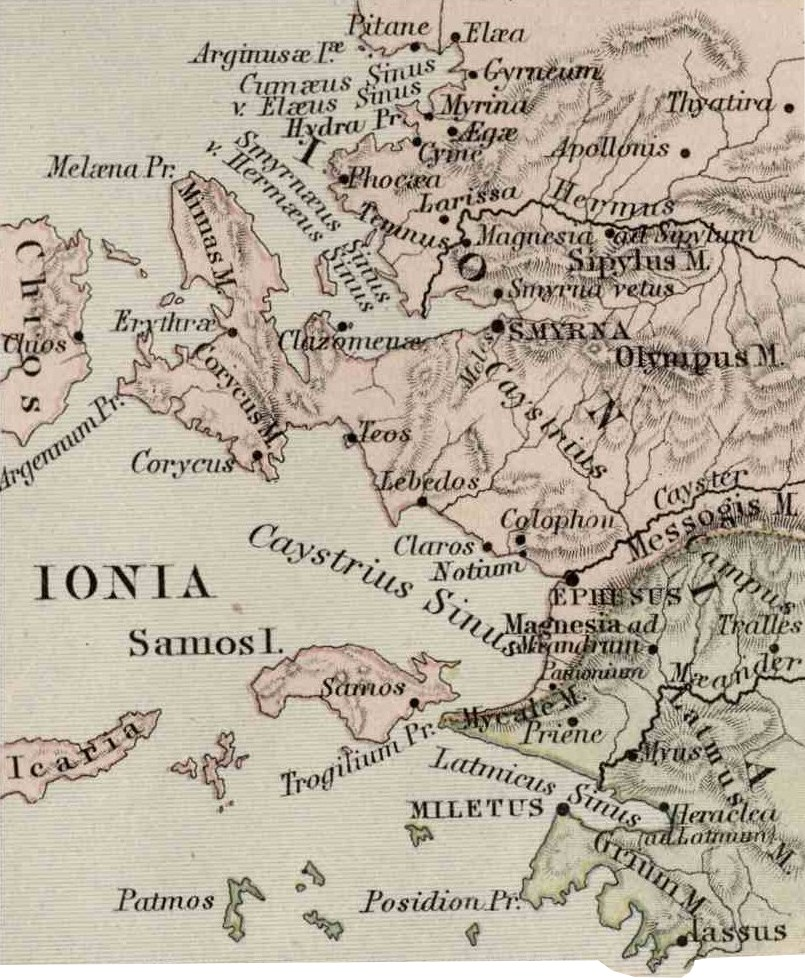
Detaljerad karta

Jonien (grekiska: Ἰωνία eller Ἰωνίη) var ett område i antikens Grekland, beläget vid medelhavskusten i Mindre Asien (nuvarande Turkiet).
Området sträckte sig ungefärligen från Smyrna i norr till området strax norr om Halikarnassos, och omfattade även de näraliggande öarna Chios och Samos. Namnet Jonien härstammar från den grekiska stammen joner, som mot slutet av 1000-talet f.Kr. slog sig ner på den anatoliska sidan av Egeiska havet då de blivit bortjagade av dorerna från Aigialeia som ligger i den östra delen av provinsen Achaia.

## Ursprung
Enligt den grekiska sägnen var jonerna en av de tre huvudstammar, i vilka det grekiska folket var delat, ursprungligen bosatta på nordkusten av Peloponnesos, i det landskap som senare fick namnet Achaia. Akajerna, som måste vika från sina gamla hemvist i södra delen av halvön för de invandrande dorerna, undanträngde nämligen i sin ordning jonerna, och dessa ska då ha sökt tillflykt hos sina stamförvanter i Attika och på Eubea, varifrån skaror av joner gått över till Mindre Asien och där grundat de joniska kolonierna.

## Joniska förbundet
Intressant nog var det först i Mindre Asien som de splittrade joniska stammarna utvecklade en form av gemenskapskänsla. Redan tidigt uppstod längs Mindre Asiens kust tolv till en förbundsstat sammanslutna städer: Fokaia, Erythrai, Klazomenai, Teos, Lebedos, Kolofon, Efesos, Miletos, Myus och Priene i landskapen Mysien, Lydien och Karien samt Samos och Chios på de liknämnda öarna. Även det aioliska Smyrna införlivades tidigt i de Joniska städernas förbund. På norra sidan av landtungan Mykale hade dessa en gemensam helgedom och tingsställe, det så kallade Panionion. Lyckliga naturförhållanden i förening med inbyggarnas företagsamhet gav inom kort många bland dessa städer betydlig makt och välstånd.
Även kulturmässigt blomstrade Jonien under den tidiga antiken. Såväl de homeriska sångerna som logograferna och de första grekiska filosoferna har joniskt ursprung.

## Lydisk och persisk ockupation
Omkring 560 f.Kr. lade kung Krösus i Lydien under sig de joniska städerna. När detta lydiska rike år 546 f.Kr. föll, kom de under persiskt välde. Till stor del styrdes de av envåldshärskare som stod under persisk överhöghet. Ett uppror anstiftat av Aristagoras, härskaren i Miletos, där de joniska städerna sökte återvinna sin självständighet, slogs ned år 500 f.Kr. Eftersom jonerna i upproret understötts av Aten, blev upproret en av anledningarna till att Perserkrigen, den mångåriga striden mellan Persien och Grekland, bröt ut. I denna strid deltog jonerna till en början som storkonungens nödtvungna bundsförvanter. Men i slaget vid Mykale år 479 f.Kr. övergav de hans parti och ställde sig på sina helleniska stamförvanters sida, och efter Kimons seger vid Eurymedon år 465 f.Kr. var deras självständighet för en längre tid tryggad. Genom den år 387 f.Kr. av Antalkidas avslutade freden erkändes de återigen som storkonungens undersåtar, och efter persiska rikets fall på 330-talet f.Kr. kom de först under makedonskt som förenade alla grekiska stater/folkgrupper som hade guden Hellene (Ellin) som anfader och döpte således det nya riket för Hellas, sedan under romerskt herravälde.